# 2005 en Europe
Chronologie de l’Europe
- 2001
- 2002
- 2003
- 2004
- 2005
- 2006
- 2007
- 2008
- 2009

Les évènements par pays sont traités dans 2005 par pays en Europe
2003 par pays en Europe - 2004 par pays en Europe - 2005 par pays en Europe - 2006 par pays en Europe - 2007 par pays en Europe

## Politique

### Élections
- 2 janvier, Croatie : premier tour de l’élection présidentielle donnant 49,03 % des voix au président sortant Stipe Mesic contre 20,18 % à la candidate de l'opposition conservatrice, Jadranka Kosor. Un second tour est nécessaire.
- 23 janvier, Ukraine : Viktor Iouchtchenko prête serment comme nouveau président de l'Ukraine. Cette prestation de serment met fin à l'élection présidentielle de 2004. Sa première visite officielle sera en Russie, le 24 janvier.
- 16 janvier, Croatie : le président croate sortant, le centriste Stipe Mesic, a été réélu pour un second mandat au second tour. Il a obtenu 70,85 % des voix, contre 29,15 % pour son opposante, la conservatrice Jadranka Kosor.
- 20 février, Portugal : Pour la première fois depuis 1976, les socialistes obtiennent la majorité absolue lors des élections législatives anticipées (45 % et 121 sièges sur 230) tandis que les conservateurs obtiennent leur pire résultat depuis 1976 (28,7 % et 75 sièges).
- 18 septembre, Allemagne : le résultat très serré des élections législatives entraîne une confusion pendant plusieurs semaines.
- 25 septembre, Pologne : victoire du parti conservateur PiS lors des élections législatives.
- 23 octobre, Pologne : le conservateur Lech Kaczyński gagne le second tour de l'élection présidentielle.

### Gouvernements
- 14 mars, Portugal : devenu Premier ministre, le leader socialiste José Sócrates forme son gouvernement.
- 31 mars, Monaco : le prince Albert de Monaco assure désormais la régence en raison de l'état de santé de son père le prince Rainier III.
- 19 avril : Élection du cardinal allemand Joseph Ratzinger (78 ans) en tant que 265e pape de l'histoire. Il prend le nom de Benoît XVI.
- 12 juillet, Monaco : Couronnement du Prince Albert II de Monaco.
- 22 juillet, Portugal : quatre mois après sa nomination, le ministre des Finances Luis Campos e Cunha démissionne pour « raisons personnelles » et est remplacé par le président de l'autorité boursière, Teixeira dos Santos.
- 22 novembre, Allemagne : Angela Merkel est élue chancelière par le Bundestag.

### Traités
- 20 février, Espagne : Victoire du « oui » (76,73 %), lors du référendum sur le Traité établissant une Constitution pour l'Europe. Le taux d'abstention était de 57,68 %.
- 25 avril : La Bulgarie et la Roumanie signent leur traité d'adhésion à l'UE.
- 12 mai, Allemagne : Le Bundestag ratifie le projet de constitution européenne.
- 1er juin, Pays-Bas : Victoire du « non » (61,6 %), lors du référendum sur le Traité établissant une Constitution pour l'Europe. Le taux d'abstention était de 37,2 %.

### Conflits et guerres civiles
- 27 janvier, République de Kabardino-Balkarie : Après deux jours d'intervention des forces fédérales (liées au ministère fédéral de l'Intérieur et au FSB), elles ont pris d'assaut une maison de la ville de Naltchik où huit rebelles armés s'étaient retranchés. Sept d'entre eux ont été tués, dont leur chef Mouslim Ataïev. Le Caucase du Nord connaît plusieurs de ces opérations contre des groupes de rebelles musulmans depuis les affrontements de Nazran (Ossétie du Nord, 90 morts) en juin et la prise d'otages d'une école à Beslan (plus de 350 morts).
- 7 juillet, Grande-Bretagne : Attentats meurtriers à Londres.
- 21 juillet, Grande-Bretagne : Attentats à Londres. Un seul blessé est à déplorer.
- 28 juillet, Irlande du Nord : L'IRA provisoire dépose les armes après 35 ans de conflit.

## Catastrophes naturelles et humaines
- 3 janvier, Portugal : Un léger tremblement de terre (magnitude 4,4) secoue le Sud du pays. Dégâts légers, pas de victimes.
- 17 juillet, Espagne : Onze pompiers trouvent la mort alors qu'ils tentaient d'éteindre un incendie qui détruira 12 000 hectares de végétation dans province de Guadalajara.
- 8 octobre au 11 octobre : l'ouragan Vince frappe Madère, le Portugal et le sud de l'Espagne

## Célébrations et commémorations
- 16 janvier, Espagne : le pays se prépare à fêter pendant toute l'année les quatre cents ans de la publication de Don Quichotte de la Mancha, de l'écrivain Miguel de Cervantes.
- 27 janvier, Pologne : célébration du 60e anniversaire de la libération du camp d'extermination nazi d'Auschwitz-Birkenau, en présence de 44 chefs d'État et de gouvernement.
- 9 avril, Royaume-Uni : mariage du prince Charles et de Camilla Parker Bowles à Windsor.
- 4 octobre, Belgique : célébrations du 175e anniversaire de la Belgique.

## Criminalité
- 7 janvier, Irlande du Nord : le chef de la police a accusé l'Armée républicaine irlandaise (IRA) d'être responsable d'un cambriolage de plus de 36 millions d'euros, un record historique, dans une banque nord-irlandaise le 20 décembre. Cette mise en cause est dénoncée par le bras politique de l'IRA, le Sinn Féin, « comme un prétexte pour détruire le processus de paix ».
- 4 février, Italie : enlèvement de Giuliana Sgrena, journaliste italienne. Ses ravisseurs réclament le retrait des troupes italiennes en Irak.

## Économie
- 15 avril: la société automobile MG-Rover est placée en liquidation judiciaire après une lente agonie.

## Société
- 30 juin, Espagne : légalisation du mariage homosexuel, à 187 voix pour, 147 contre et 4 abstentions.

## Transports
- 2 janvier, Espagne : accident de la route meurtrier en Espagne impliquant un car assurant la liaison Paris-Casablanca. Les victimes sont tous des Marocains et le bilan est lourd : 5 morts et 30 blessés sur les 37 occupants du véhicule.
- 7 janvier, Italie : une collision entre un train de passagers et un convoi de marchandises en Italie a fait treize morts, à la mi-journée, près de Bologne, sur une portion de ligne à voie unique.  Plus de deux cents sauveteurs de la protection civile italienne ont travaillé toute la journée et une bonne partie de la nuit pour désincarcérer les victimes et dégager les carcasses disloquées des deux trains. lemonde.fr